# جان اوهارلی
جان اوهارلی (انگلیسی: John O'Hurley؛ زادهٔ ۹ اکتبر ۱۹۵۴) هنرپیشه و صداپیشه اهل ایالات متحده آمریکا است. وی از سال ۱۹۸۳ میلادی تاکنون مشغول فعالیت بوده‌است.
او در فیلم عشق حقیر بازی کرده‌است.